# Maison natale de Stevica Jovanović
La maison natale de Stevica Jovanović (en serbe cyrillique : Родна кућа народног хероја Стевице Јовановића ; en serbe latin : Rodna kuća narodnog heroja Stevice Jovanovića) est située à Zrenjanin, dans la province de Voïvodine et dans le district du Banat central, en Serbie. Elle est inscrite sur la liste des monuments culturels protégés de la république de Serbie (identifiant no SK 1976).

## Présentation
La maison, située 14-16 rue Đorđa Stratimirovića, a vu naître le héros national Stevica Jovanović en 1916[réf. nécessaire].
La maison est typique des maisons de ville construites dans la première décennie du XXe siècle. Aujourd'hui dépourvue d'ornementation, elle était à l'origine décorée de moulures de style Art nouveau, dont certains éléments subsistent encore sur la façade du no 16 de la rue.
L'ensemble résidentiel est constitué de deux maisons jumelles dont les façades sont identiquement disposées. La façade sur cour dispose d'un porche soutenu par des colonnes.